# Duitse hockeyploeg (mannen)
De Duitse hockeyploeg voor mannen is de nationale ploeg die Duitsland vertegenwoordigt tijdens interlands in het hockey. Het is een van de sterkste teams ter wereld.
Sinds de Duitse hereniging van 1990 won het alle grotere toernooien meerdere keren:
- Olympische Spelen: 1992, 2008, 2012
- Wereldkampioenschap: 2002, 2006, 2023
- Europees kampioenschap: 1991, 1995, 1999, 2003, 2011, 2013
- Champions Trophy: 1991, 1992, 1997, 2001, 2007, 2014

Tot de Tweede Wereldoorlog kwam het op drie van de vijf olympische hockeytoernooien uit. De hoogste plaats was het zilver in eigen huis in 1936. Tijdens de periode van de Duitse deling nam Duitsland geen deel aan de Olympische Spelen van 1948. Vanaf de Spelen van 1952 tot en met de Olympische Spelen van 1960 was er een Duits eenheidsteam.
In 1964 hadden de Bondsrepubliek en de DDR ieder een eigen team. Op de Olympische Spelen van 1964 werd Duitsland vertegenwoordigd door het team van de DDR dat de onderlinge wedstrijd van de Bondrepubliek won.
In 1968 namen de Bondsrepubliek en de DDR gescheiden deel aan de Olympische Spelen. Na 1968 vaardigde de DDR geen hockeyteam meer af.
De West-Duitse hockeyploeg voor mannen won alle grote toernooien behalve het wereldkampioenschap minstens eenmaal:
- Olympisch kampioen: 1972
- Europees kampioen: 1970
- Champions Trophy: 1986, 1987, 1988

## Erelijst Duitse hockeyploeg
Resultaten tot 1945
| Jaar | Champions Trophy | Europees kampioenschap | Olympische Spelen | Wereldkampioenschap | Hockey World League Hockey Pro League |
| ---- | ---------------- | ---------------------- | ----------------- | ------------------- | ------------------------------------- |
| 1908 |                  |                        | 5e OS 1908 Londen |                     |                                       |
| 1920 |                  |                        | geen deelname     |                     |                                       |
| 1928 |                  |                        | OS 1928 Amsterdam |                     |                                       |
| 1932 |                  |                        | geen deelname     |                     |                                       |
| 1936 |                  |                        | OS 1936 Berlijn   |                     |                                       |

Resultaten tussen 1945 en 1968
| Jaar | Champions Trophy | Europees kampioenschap | Olympische Spelen                         | Wereldkampioenschap | Hockey World League Hockey Pro League |
| ---- | ---------------- | ---------------------- | ----------------------------------------- | ------------------- | ------------------------------------- |
| 1948 |                  |                        | geen deelname                             |                     |                                       |
| 1952 |                  |                        | 5e OS 1952 Helsinki                       |                     |                                       |
| 1956 |                  |                        | OS 1956 Melbourne                         |                     |                                       |
| 1960 |                  |                        | 7e OS 1960 Rome                           |                     |                                       |
| 1964 |                  |                        | 5e (Oost) OS 1964 Tokio                   |                     |                                       |
| 1968 |                  |                        | 4e (West), 11e (Oost) OS 1968 Mexico-Stad |                     |                                       |

Resultaten West-Duitse ploeg tussen 1968 en 1989
| Jaar | Champions Trophy      | Europees kampioenschap | Olympische Spelen   | Wereldkampioenschap     | Hockey World League Hockey Pro League |
| ---- | --------------------- | ---------------------- | ------------------- | ----------------------- | ------------------------------------- |
| 1970 |                       | EK 1970 Brussel        |                     |                         |                                       |
| 1971 |                       |                        |                     | 5e WK 1971 Barcelona    |                                       |
| 1972 |                       |                        | OS 1972 München     |                         |                                       |
| 1973 |                       |                        |                     | WK 1973 Amstelveen      |                                       |
| 1974 |                       | EK 1974 Madrid         |                     |                         |                                       |
| 1975 |                       |                        |                     | WK 1975 Kuala Lumpur    |                                       |
| 1976 |                       |                        | 5e OS 1976 Montreal |                         |                                       |
| 1978 | geen deelname         | 4e EK 1978 Hannover    |                     | 4e WK 1978 Buenos Aires |                                       |
| 1980 | CT 1980 Karachi       |                        | geen deelname       |                         |                                       |
| 1981 | CT 1981 Karachi       |                        |                     |                         |                                       |
| 1982 | 5e CT 1982 Amstelveen |                        |                     | WK 1982 Bombay          |                                       |
| 1983 | CT 1983 Karachi       | EK 1983 Amstelveen     |                     |                         |                                       |
| 1984 | geen deelname         |                        | OS 1984 Los Angeles |                         |                                       |
| 1985 | CT 1985 Perth         |                        |                     |                         |                                       |
| 1986 | CT 1986 Karachi       |                        |                     | WK 1986 Londen          |                                       |
| 1987 | CT 1987 Amstelveen    | EK 1987 Moskou         |                     |                         |                                       |
| 1988 | CT 1988 Lahore        |                        | OS 1988 Seoel       |                         |                                       |
| 1989 | CT 1989 West-Berlijn  |                        |                     |                         |                                       |

Resultaten vanaf 1990
| Jaar | Champions Trophy           | Europees kampioenschap  | Olympische Spelen      | Wereldkampioenschap          | Hockey World League Hockey Pro League |
| ---- | -------------------------- | ----------------------- | ---------------------- | ---------------------------- | ------------------------------------- |
| 1990 | CT 1990 Melbourne          |                         |                        | 4e WK 1990 Lahore            |                                       |
| 1991 | CT 1991 Berlijn            | EK 1991 Parijs          |                        |                              |                                       |
| 1992 | CT 1992 Karachi            |                         | OS 1992 Barcelona      |                              |                                       |
| 1993 | CT 1993 Kuala Lumpur       |                         |                        |                              |                                       |
| 1994 | CT 1994 Lahore             |                         |                        | 4e WK 1994 Sydney            |                                       |
| 1995 | CT 1995 Berlijn            | EK 1995 Dublin          |                        |                              |                                       |
| 1996 | CT 1996 Madras             |                         | 4e OS 1996 Atlanta     |                              |                                       |
| 1997 | CT 1997 Adelaide           |                         |                        |                              |                                       |
| 1998 | 6e CT 1998 Lahore          |                         |                        | WK 1998 Utrecht              |                                       |
| 1999 | geen deelname              | EK 1999 Padua           |                        |                              |                                       |
| 2000 | CT 2000 Amstelveen         |                         | 5e OS 2000 Sydney      |                              |                                       |
| 2001 | CT 2001 Rotterdam          |                         |                        |                              |                                       |
| 2002 | CT 2002 Keulen             |                         |                        | WK 2002 Kuala Lumpur         |                                       |
| 2003 | 6e CT 2003 Amstelveen      | EK 2003 Barcelona       |                        |                              |                                       |
| 2004 | 5e CT 2004 Lahore          |                         | OS 2004 Athene         |                              |                                       |
| 2005 | 4e CT 2005 Chennai         | EK 2005 Leipzig         |                        |                              |                                       |
| 2006 | CT 2006 Barcelona          |                         |                        | WK 2006 Mönchengladbach      |                                       |
| 2007 | CT 2007 Kuala Lumpur       | 4e EK 2007 Manchester   |                        |                              |                                       |
| 2008 | 5e CT 2008 Rotterdam       |                         | OS 2008 Peking         |                              |                                       |
| 2009 | CT 2009 Melbourne          | EK 2009 Amstelveen      |                        |                              |                                       |
| 2010 | 4e CT 2010 Mönchengladbach |                         |                        | WK 2010 Mumbai               |                                       |
| 2011 | 5e CT 2011 Auckland        | EK 2011 Mönchengladbach |                        |                              |                                       |
| 2012 | 6e CT 2012 Melbourne       |                         | OS 2012 Londen         |                              |                                       |
| 2013 |                            | EK 2013 Boom            |                        |                              | 7e HWL 2012-13                        |
| 2014 | CT 2014 Bhubaneswar        |                         |                        | 6e WK 2014 Den Haag          |                                       |
| 2015 |                            | EK 2015 Londen          |                        |                              | 7e HWL 2014-15                        |
| 2016 | CT 2016 Londen             |                         | OS 2016 Rio de Janeiro |                              |                                       |
| 2017 |                            | 4e EK 2017 Amstelveen   |                        |                              | 4e HWL 2016-17                        |
| 2018 | geen deelname              |                         |                        | 5e WK 2018 Bhubaneswar       |                                       |
| 2019 |                            | 4e EK 2019 Antwerpen    |                        |                              | 6e HPL 2019                           |
| 2021 |                            | EK 2021 Amstelveen      | 4e OS 2020 Tokio       |                              | 3e HPL 2020                           |
| 2022 |                            |                         |                        |                              | 4e HPL 2022                           |
| 2023 |                            | EK 2023 Mönchengladbach |                        | WK 2023 Bhubaneswar/Rourkela | 6e HPL 2023                           |
| 2024 |                            |                         | OS 2024 Parijs         |                              | 6e HPL 2024                           |
| 2025 |                            | EK 2025 Mönchengladbach |                        |                              | 4e HPL 2025                           |

## Recordinternationals
Bijgaand een overzicht, bijgewerkt tot en met 7 mei 2016, van spelers die 200 of meer officiële A-interlands hebben gespeeld voor de Duitse nationale hockeyploeg. Vetgezette namen zijn nog steeds actief.
| Naam                  | Club                    | Van  | Tot  | Veld | Zaal | Totaal |
| --------------------- | ----------------------- | ---- | ---- | ---- | ---- | ------ |
| Matthias Witthaus     | Mannheimer HC           | 1999 |      | 335  | 29   | 364    |
| Philipp Crone         | HLC RW München          | 1996 | 2007 | 327  | 22   | 349    |
| Björn Michel          | Münchner SC             | 1993 | 2004 | 307  | 27   | 334    |
| Tibor Weißenborn      | Rot-Weiss Köln          | 1999 | 2008 | 307  | 17   | 324    |
| Michael Green         | Harvestehuder THC       | 1993 | 2006 | 308  | 12   | 320    |
| Christian Mayerhöfer  | Dürkheimer HC           | 1992 | 2006 | 303  | 12   | 315    |
| Christoph Bechmann    | Club an der Alster      | 1994 | 2006 | 288  | 12   | 300    |
| Volker Fried          | Rot-Weiss Köln          | 1980 | 1996 | 250  | 40   | 290    |
| Heiner Dopp           | Dürkheimer HC           | 1975 | 1989 | 255  | 31   | 286    |
| Tobias Hauke          | Harvestehuder THC       | 2005 |      | 251  | 27   | 278    |
| Moritz Fürste         | UHC Hamburg             | 2005 |      | 243  | 27   | 270    |
| Timo Weß              | Rot-Weiss Köln          | 2001 |      | 252  | 12   | 264    |
| Michael Peter         | HC Heidelberg           | 1969 | 1985 | 217  | 45   | 262    |
| Stefan Blöcher        | SC 1880 Frankfurt       | 1978 | 1991 | 213  | 46   | 259    |
| Carsten Fischer       | Uhlenhorst Mülheim      | 1982 | 1996 | 246  | 13   | 259    |
| Björn Emmerling       | Harvestehuder THC       | 1996 | 2006 | 230  | 26   | 256    |
| Christoph Eimer       | Düsseldorfer HC         | 1996 | 2006 | 225  | 24   | 249    |
| Florian Kunz          | Gladbacher HTC          | 1992 | 2004 | 228  | 19   | 247    |
| Ekkhard Schmidt-Opper | SC 1880 Frankfurt       | 1979 | 1990 | 216  | 30   | 246    |
| Sebastian Biederlack  | Club an der Alster      | 1999 |      | 228  | 12   | 240    |
| Sascha Reinelt        | HTC Stuttgarter Kickers | 1996 | 2005 | 220  | 13   | 233    |
| Andreas Keller        | Berliner HC             | 1983 | 1993 | 198  | 28   | 226    |
| Jan-Marco Montag      | Rot-Weiss Köln          | 2003 |      | 221  |      | 221    |
| Oliver Domke          | Rüsselsheimer RK        | 1994 | 2006 | 198  | 17   | 215    |
| Peter Trump           | TG Frankenthal          | 1970 | 1985 | 163  | 50   | 213    |
| Christopher Zeller    | Rot-Weiss Köln          | 2003 |      | 204  | 7    | 211    |
| Oskar Deecke          | Crefelder HTC           | 2005 |      | 176  | 24   | 200    |

1908: Engeland ·
1920: Groot-Brittannië ·
1928: Brits-Indië ·
1932: Brits-Indië ·
1936: Brits-Indië ·
1948: India ·
1952: India ·
1956: India ·
1960: Pakistan ·
1964: India ·
1968: Pakistan ·
1972: West-Duitsland ·
1976: Nieuw-Zeeland ·
1980: India ·
1984: Pakistan ·
1988: Groot-Brittannië ·
1992: Duitsland ·
1996: Nederland ·
2000: Nederland ·
2004: Australië ·
2008: Duitsland ·
2012: Duitsland ·
2016: Argentinië ·
2020: België ·
2024: Nederland